# Município de Brunswick Hills (condado de Medina, Ohio)
Localização do Ohio nos E.U.A.
O município de Brunswick Hills (em inglês: Brunswick Hills Township) é um local localizado no condado de Medina no estado estadounidense de Ohio. No ano 2010 tinha uma população de 9898 habitantes e uma densidade populacional de 316,52 pessoas por km².

## Geografia
O município de Brunswick Hills encontra-se localizado nas coordenadas 41° 13′ 09″ N, 81° 51′ 18″ O. Segundo o Departamento do Censo dos Estados Unidos, o município tem uma superfície total de 31.27 km², da qual 31,27 km² correspondem a terra firme e (0 %) 0 km² é água.

## Demografia
Segundo o censo de 2010, tinha 9898 pessoas residindo no município de Brunswick Hills. A densidade de população era de 316,52 hab./km².